# レーシック

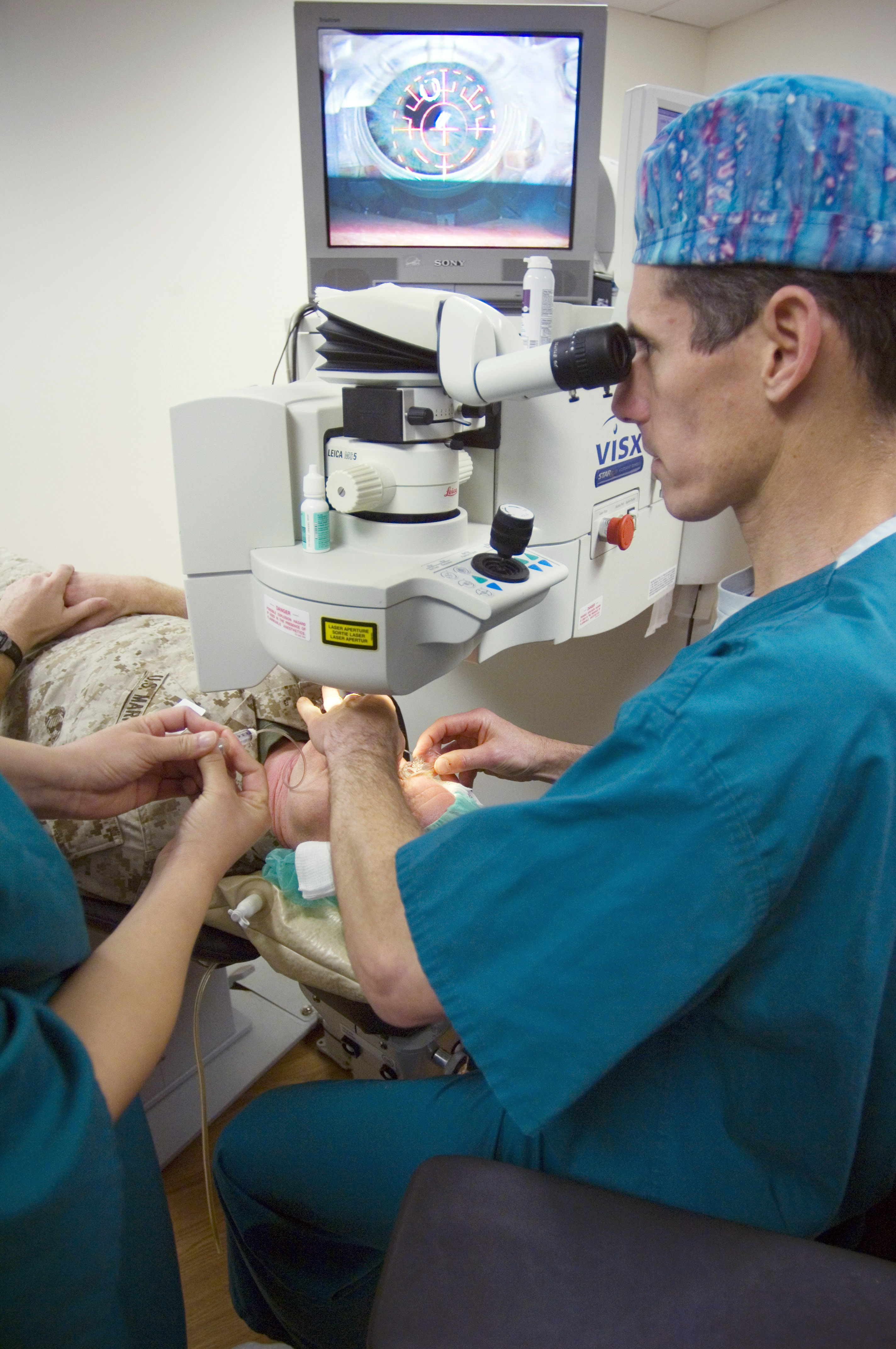
手袋をせずに行われるレーシック手術。レーシック手術集団感染事件の判決では医師が手袋をしていなかったことを「眼科医師であれば当然に行うべき最も基本的な注意義務を怠った」ものと認定した。画像は事件の起こった施設ではない。

レーシック（英語: LASIK）は、エキシマレーザー角膜屈折矯正手術の通称。
目の表面の角膜にエキシマレーザーを照射し、角膜の曲率を変えることにより視力を矯正する手術である。LASIKは、正式名称である「LASER(-assisted) in situ κερατόμῑλευσις(keratomileusis)」（英語・ラテン語・ギリシア語からなる）の略 (アクロニム)であり、「レーザー照射を本来の場所に収まったままの眼球に施し、角膜を彫り整えること」の語意がある。
近視を補正する場合、眼鏡やコンタクトレンズの道具を使用するが、レーシックでは角膜を矯正手術することにより、正視の状態に近づける。これにより、裸眼視力を向上することができる。レーシックは1990年にギリシャのDr. Pallikarisが考案した。

## 概要
レーザー機器もしくは、マイクロケラトームと呼ばれる眼球用カンナで角膜の表面を薄くスライスし、フラップ（ふた状のもの）を作り、めくる。表出した角膜実質層にエキシマレーザーを照射し、一部を削る（蒸散させる）。その後、フラップを元の状態に戻し、フラップが自然に吸着する。角膜中央部が薄くなるため、角膜の曲率が下がり（凹レンズを用いたのと同じ効果）、近視が矯正される。視力は術後直後から1日程度で矯正される。視力が安定するには1週間から1か月程度を要し、90%以上の人が裸眼視力1.0以上になる。
フラップは時間の経過とともに安全な強度に近づくが、元には戻らない。強い外圧がかかるとフラップがずれる場合がある。このため格闘技の選手等、顔面に衝撃を伴う職種には向かない。フラップを作らずに角膜上皮から削ることで屈曲率を矯正するPRKや、フラップを再生させることが出来るラセックと呼ばれる同種の手術もあるので、特にスポーツ選手はこちらを選ぶこともある。
角膜に一定の厚さが必要なため、角膜が薄い場合や眼に疾患等を抱えている場合は、手術が受けられない。また、近視の進行する10代などの若年者は手術を受けられない。日本眼科学会のガイドラインでは18歳以上の者でなければ手術を受けられない。米国FDAでも同様に18歳以上としているのに加えて、20歳代の始めのうちも度数変動のリスクから望ましくないとしている。近視遠視乱視を矯正するための手術であるので、加齢により進行する老眼には有効でない。レーシックで老眼に対処することを狙うならば、片眼を遠見用、もう片方を近見用とするモノビジョンと呼ばれる手法による他ないが、これは向き不向きがあり遠近感も損なわれるため、眼鏡やコンタクトレンズでは積極的に選択されない手法である。
角膜屈折矯正手術後、角膜上皮の再生・治癒反応に伴い、ヘイズ（英: haze）と呼ばれる角膜の混濁が現れる可能性がある。
レーシックはアメリカ合衆国国防総省やアメリカ航空宇宙局などでも視力矯正法として認められている。ただしすべての眼科医がレーシックに精通しているわけではなく、また全ての患者に適応がある手術ではないため、医師とよく相談すべきである。

## 術式

### 一般的な手術の流れ
1. ハードコンタクトレンズ1週間前、ソフトコンタクトレンズは3日前から裸眼状態にする必要がある。
2. 検査は、散瞳検査で約1時間かかる。これに適応検査、診察、相談および説明に手術待ち時間が付加される。瞳孔を目薬で開けさせ検査するため、検査状態後2 - 3時間は、瞳孔が開いた状態のため、まぶしく感じる。
3. 手術時間は15分程度。その後は手術直後の休憩に15分程度掛かる。
4. 当日以降の検査は翌日、1週間後、2週間後、1か月後、3か月後、6か月後、1年後…と手術後も定期的に通う必要がある。

### 視力矯正手術の種類
- レーシック
- Zレーシック
- アマリスZレーシック
- イントラレーシック（iレーシック）
- エピレーシック
- カメラインレー
- ラセック
- ウェーブフロント
- PRK

## 問題点
- 術後合併症等のリスクが存在する（詳細は後段）。
- 角膜が薄くなり眼圧が実際より低く測定されるようになるため、後に緑内障になった場合、緑内障の治療効果の正確な評価が難しくなる[6][7][8]。
- 将来白内障手術を受ける際に屈折誤差が大きくなりやすく[9]、白内障手術後に眼鏡が必要になる可能性がレーシックを受けていない者より高くなる。
- レーシックなどの屈折矯正手術を受けた者が航空機操縦士の資格を取得するには指定された医療機関において後遺症のない旨の診断を受ける必要がある[10][11]。これに対して眼鏡による矯正は日本では度数が±8D以内であれば差し支えなく[12]、アメリカでは度数制限もない[13]。

### 合併症
レーシックは角膜を手術するため、患者個人による差異はあるものの、合併症が伴う場合がある。中には深刻な合併症となる場合があり、後遺症として残る場合もある。良い条件の患者に有能かつ経験豊富な医師が手術を施した場合、深刻な合併症の起こる確率は1%未満と言われる。
深刻でないものを含めれば合併症の起こる確率はもっと高い。手術による合併症で最も多いドライアイは深刻な合併症には当たらないが、American Journal of Ophthalmologyの2006年3月の発表によれば、レーシック後6か月の術後治療期間の後にドライアイに罹患している割合は33.36%である。アメリカ食品医薬品局のウェブサイトによれば、このドライアイは、後遺症として残る場合がある。人工涙液や涙点プラグなどが必要になる例もある。
消費者庁は2013年12月4日、事故情報データバンクに登録された情報に基づき、安易なレーシック手術を避けるよう注意を呼びかけた。これによれば、2013年11月8日までに登録された情報のうち、レーシック手術を受けて危害が発生した件数は80に及んだ。最も多かったのが過矯正による遠視と頭痛、吐き気などによる体調不良だった。その他、乱視、光をまぶしく感じること、ドライアイ、目の痛みが含まれていた。重大な身体被害に至った事例としては、手術直後から2か月間、目の表面に激しい痛みがあり、寝たきりの状態に至った40歳代の女性の例がある。
手術前の屈折異常の度合いにより、術後に、暈（かさ）が見えたり、ものが二重に見えたり、コントラストが低下したり、グレアが現れる場合がある。このため、一律の基準で手術を施すのではなく、個々の患者ごとに状況を判断し、手術を行うことが重要であると言われている。
以下は、その他に報告されているレーシックの合併症の一部である。
- 術前より矯正視力が低下[17]
- 過剰矯正[23]および矯正不足
- 視力の変動[2]
- ゴースト像[24]
- フラップのしわ[25]
- フラップの下の塵や腫瘍
- フラップの穴[26]
- 照射のずれによる乱視
- 角膜拡張
- 飛蚊症
- 上皮侵食
- 後部硝子体剥離[27]
- 黄斑円孔[28]

### 角膜感染症
レーシックは角膜を手術するため感染症を引き起こす場合がある。屈折矯正手術に伴う角膜感染症の発生頻度は5,000例に1例程度とされる。
通常、レーシックを行う場所では、手術道具の消毒等が徹底的に行われているが、2008年から2009年にかけ、東京都中央区銀座にある眼科で、レーシックによる近視の矯正手術を受けた患者67人が、感染性角膜炎などに集団感染していたことが判明した。
中央区などによると、2008年9月から2009年2月にかけ、「銀座眼科」でレーシック手術を受けた患者639人のうち、1割に当たる67人というかなりの高い割合で感染性角膜炎などを発症し、うち2人が入院。レーシック手術に適応するかチェックせず即日に手術を行うなどずさんな事前検査の体制や、日常的に手術室が待合室から見えるほど衛生的に隔離されておらず、また医療機器の滅菌消毒が不十分だったことが集団感染の原因と見られたため、2009年2月に入って3回の立ち入り調査が行われ、2010年（平成22年）12月7日に銀座眼科の元院長が業務上過失傷害の容疑で、警視庁に逮捕された。

## 現状

### 米国
1995年に、アメリカ食品医薬品局がエキシマレーザーの使用認可を出し、アメリカでは1998年以降、レーシックが屈折矯正手術の主流となった。
2006年12月には、国防総省がアメリカ軍パイロットにレーシックを受けることを承認。2007年9月には、アメリカ航空宇宙局が宇宙飛行士にレーシックを受けることを承認した。

### 日本
日本では、2000年1月に厚生省（現・厚生労働省）がエキシマレーザーの使用認可を出してから受けられるようになっている。歴史が浅いため、長期に渡る安全性が実証されていないとも言われている。
現在のところ治療には健康保険が適用されず、自由診療であることから手術費用は診療所や医院によって幅がある。普及当初は両目で60万円以上するのが通常であったが、手術数や手術医院等の増加等に伴い、現在は両眼で8万円から50万円程度まで開きがある。そのため、その料金表示をめぐって、不祥事になった例もある。2009年8月6日、公正取引委員会は、ウェブサイトの料金表示が不当景品類及び不当表示防止法第4条第1項第2号に規定する有利誤認のおそれがあるものとして、品川近視クリニックと神奈川クリニック眼科に対し誤認するような表示を行わないよう警告を行った。神奈川クリニックは2010年5月に破産し、神戸クリニックに吸収された。 
トラブルの多さから国民生活センターがレーシック手術に関して2013年（平成25年）12月4日に注意喚起を行った。

#### 統計
手術者数は、2000年に年間2万人程度で、2008年に年間40万人程度であったが、2014年には年間5万人程度に減少している。

#### 刑事・民事訴訟
- 2011年9月 - 業務上過失傷害罪で起訴された銀座眼科の医師に対して、禁固2年の実刑判決が言い渡された。事件内容は、手術器具による細菌感染防止の手順を怠ったために、患者70人が集団感染し、細菌性角膜炎などを発症した[38]。
- 2014年10月 - 被害者ら15人による、クリニックを相手取った集団訴訟に踏み切り。過剰矯正による遠視、眼精疲労、痛み、視力障害などの訴え[39]。